# جيم وايس
جيم وايس (بالإنجليزية: Jim Weiss)‏ هو راوي كتب صوتية أمريكي، ولد في 24 نوفمبر 1948 في هايلاند بارك في الولايات المتحدة.

## وصلات خارجية
- جيم وايس على موقع ميوزك برينز (الإنجليزية)